# Команда мечты (фильм, 1989)
«Команда мечты» (англ. The Dream Team; другое название — «Сказочная группа») — американский комедийный кинофильм 1989 года.

## Сюжет
Доктор Вейцман — сотрудник психиатрической больницы — по личной инициативе отправляется с четвёркой своих пациентов на бейсбольный матч на стадионе Янки. Отводя в туалет Альберта Вейцман становится свидетелем преступления — двое коррумпированных полицейских убивают своего коллегу. Один из них догоняет Вейцмана и бьёт его по голове, раненого доктора в состоянии комы увозят в больницу, психбольные оставшись без присмотра, отправляются бродить по городу, попадая в различные комические ситуации. Полиция начинает искать их как подозреваемых в убийстве полицейского и нападении на доктора. Преступники-копы пытаются убрать Вейцмана. В финале психбольные осознают свою значимость, действуя как одна команда, разоружают своих конвоиров и передают их в психбольницу, буквально в последнюю минуту успевают в больницу к Вейцману, спасают его от гибели и задерживают двух преступников. Пришедший в сознание Вейцман даёт показания, полностью снимая обвинение со своих подопечных и отпускает их одних на бейсбольный матч.

## В ролях
- Майкл Китон — Билли Кофилд
- Кристофер Ллойд — Генри Сикорски
- Питер Бойл — Джек МакДермотт
- Стивен Фёрст — Альберт Йануцци
- Деннис Буцикарис — Доктор Вейцман
- Лоррейн Бракко — Райли
- en:Milo O'Shea — Доктор Невальд
- Филип Боско — О’Малли
- Джеймс Ремар — Джанелли
- Майкл Лембек — Эд (друг Райли)
- en:Jack Duffy — Берни
- en:Larry Pine — Каннинг
- Ted Simonett — яппи
- en:John Stocker — Мюррей
- en:Lizbeth MacKay — жена Генри
- Рон Джеймс — Дуайт
- Фреда Фо Шен — теледиктор
- en:Donna Hanover — репортёр
- en:Jihmi Kennedy — водитель эвакуатора